# 長短腳之戀
《長短腳之戀》，香港電影，1988年新藝城出品。

## 劇情大綱
計程車司機梁少祖誤撞阿May，以為害阿May長短腳，不良工作，於是幫其父經營超市，其實阿May天生就是長短腳。

## 劇中人物
| 演員   | 角色                                                |
| 周潤發 | 梁少祖（台譯：梁祖孝） 游靜文男友，後為其老公       |
| 王祖賢 | 游靜文／May 梁少祖女友，後為其老婆                  |
| 黃霑   | 游江南 阿婆兒子，游靜文父親                         |
| 利智   | 紅菱 喜歡梁少祖及被梁少海暗戀 後為梁少海老婆        |
| 王青   | 梁少海（台譯：梁海孝，海底藍） 喜歡紅菱，後為其老公 |
| 羅明珠 | 梁小珊（台譯：梁愛孝）                              |
| 鄭孟霞 | 阿婆 游江南母親                                     |
| 黃一飛 | 客串                                                |

## 外部連結
- 香港影庫上《長短腳之戀》的資料（繁體中文）
- 開眼電影網上《長短腳之戀》的資料（繁體中文）
- 时光网上《長短腳之戀》的資料（简体中文）
- 豆瓣电影上《長短腳之戀》的資料 （简体中文）
- 爛番茄上《長短腳之戀》的資料（英文）
- AllMovie上《長短腳之戀》的资料（英文）
- 互联网电影数据库（IMDb）上《長短腳之戀》的资料（英文）